# Stuart Gomez
Stuart Gomez (født 15. november 1982 i Sydney) er en australsk badmintonspiller. Han har ingen større internationale mesterskabs titler, men kvalificerede sig til VM i 2007 hvor han tabte i første runde. Gomez blev udtaget til repræsentere Australien ved sommer-OL 2008, hvor han røg ud i første runde efter at have tabt mod franskmanden Erwin Kehlhoffner.